# Скулптура „Панчевачки читач”
Скулптура „Панчевачки читач” представља афирмацију књижевности, читању и значају образовања и подршку стваралаштва младих. Панчево је први град у Србији који се придружио иницијативи културолошког пројекта Београдски читач.

## Историја
Пројекат су иницирале и две године самостално реализовале књижевнице Горданa Пешаковић и Горданa Влајић и новинарка Тања Шикић. Идејна решења за конкурс и изложбу Београдски читач су радили студенти мастер и докторских студија Факултета примењених уметности Универзитета уметности у Београду, а идејно је реализована уз менторску подршку Драгољуба Димитријевића. У Галерији РТС-а је априла 2015. организована десетодневна изложба на којој је учествовало тринаест младих вајара током које су посетиоци гласали за идејно решење скулптуре која им се највише допада, а жири су чинили Миодраг Живковић и Никола Кусовац. Највише гласова је освојило дело вајара Андрије Васиљевића и та победничка скулптура, изливена у бронзи, је постављена крајем децембра у Чубурском парку. Након ње је скулптура „Панчевачки читач”, која је награђена на конкурсу и изложби, дело вајара Александра Вечериновића из Шапца, свечано откривена 7. новембра 2016. у 11h испред градске библиотеке Панчево поводом Дана града. Поред просветитељске улоге и примера подршке стваралаштву младих, представља и атракцију на туристичкој мапи Панчева и место сусрета литерарних стваралаца, уметника, поклоника културе и уметности. Девојчица ослоњена на мердевине које немају крај представља симбол животног пута на ком ће прочитати све књиге којима је окружена. Покровитељ иницијалног пројекта Београдски читач је Удружење књижевника Србије. Након Панчева, постављане су и остале похваљене скулптуре на јавним просторима градова у Србији и свету. Средином новембра 2016. године је скулптура која је освојила трећу награду постављена у парку испред Градске куће у Каселберију. Примарна порука скулптуре „Панчевачки читач” јавном мњењу, а поготово деци и младима је „Ви сте будућност Панчева, јер се само захваљујући образовању сигурно иде ка континуираном напретку”.